# HD 75289
HD 75289 là một ngôi sao cấp 6 trong chòm sao Thuyền Phàm. Giống như Mặt Trời của chúng ta, nó là một sao lùn màu vàng nhưng lớn hơn một chút, nóng hơn và phát sáng hơn. Loại quang phổ của ngôi sao là G0 V. Trong những trường hợp đặc biệt tốt, có thể nhìn thấy nó bằng mắt thường; tuy nhiên, thường thì ống nhòm là cần thiết.
Năm 2004, một đồng hành sao lùn đỏ có thể đã được phát hiện.

## Hệ hành tinh
Năm 1999, một hành tinh là HD 75289 b với khối lượng bằng một nửa khối lượng Sao Mộc được phát hiện bằng phương pháp vận tốc xuyên tâm. Hành tinh này là một Sao Mộc nóng điển hình, chỉ mất khoảng 3,51 ngày để quay vòng ở khoảng cách quỹ đạo 0,0482 AU.
| Thiên thể đồng hành (thứ tự từ ngôi sao ra) | Khối lượng      | Bán trục lớn (AU) | Chu kỳ quỹ đạo (ngày) | Độ lệch tâm | Độ nghiêng | Bán kính |
| ------------------------------------------- | --------------- | ----------------- | --------------------- | ----------- | ---------- | -------- |
| b                                           | ≥0,456±0,010 MJ | 0,047859±0,000002 | 3,50916±0,00002       | 0,062±0,022 | —          | —        |

## HD 75289 B
HD 75289 B là một sao lùn đỏ quay quanh HD 75289. Các ngôi sao này chia sẻ cùng một chuyển động riêng vì thế chúng có thể có liên quan tới nhau. Khoảng cách biểu kiến giữa hai ngôi sao là khoảng 21,5 giây cung, ở khoảng cách 94 năm ánh sáng nó sẽ là 621 đơn vị thiên văn. Tuy nhiên, khoảng cách xuyên tâm giữa các ngôi sao là không xác định, vì vậy chúng có thể cách xa nhau hơn. Trong mọi trường hợp, để hoàn thành một vòng quay xung quanh ngôi sao chính phải mất hàng ngàn năm.
Nghiên cứu tìm thấy sao lùn đỏ này cũng loại trừ được bất kỳ đồng hành sao nào ngoài khoảng cách 140 AU và các đồng hành lùn nâu khổng lồ từ 400 đến 2.000 AU.